# No Good Deed (série de televisão)
No Good Deed (no Brasil, Quem Vê Casa…)  é uma série de televisão americana de humor negro criada por Liz Feldman para a Netflix. Segue três famílias que concorrem para comprar a mesma casa, o que todos acham que resolverá seus problemas. A série foi lançada na Netflix em 12 de dezembro de 2024.

## Elenco

### Principal
- Linda Cardellini como Margo Starling
- O. T. Fagbenle como Dennis Sampson
- Abbi Jacobson como Leslie Fisher
- Lisa Kudrow como Lydia Morgan
- Denis Leary como Mikey Morgan
- Poppy Liu como Sarah Webber
- Teyonah Parris como Carla Owens
- Ray Romano como Paul Morgan
- Luke Wilson como JD Campbell

### Recorrente
- Matt Rogers como Greg Boycelane
- Katherine Moennig como Gwen Delvecchio
- Anna Maria Horsford como Denise Sampson
- Linda Lavin como Phyllis Adelman
- Kevin Alves como Nate Morgan
- Chloe East como Emily Morgan

Além disso, Wyatt Aubrey co-estrela como Jacob Morgan, filho falecido de Lydia e Paul.

## Episódios

### 1.ª temporada (2024)
| N.º na série | N.º na temp. | Título              | Dirigido por | Escrito por                    | Lançamento             |
| ------------ | ------------ | ------------------- | ------------ | ------------------------------ | ---------------------- |
| 1            | 1            | "Open House"        | Silver Tree  | Liz Feldman                    | 12 de dezembro de 2024 |
| 2            | 2            | "Private Showing"   | Silver Tree  | Cara DiPaolo & Madie Dhaliwal  | 12 de dezembro de 2024 |
| 3            | 3            | "Letters of Intent" | Silver Tree  | Crystal Jenkins                | 12 de dezembro de 2024 |
| 4            | 4            | "Foundation Issues" | Liz Feldman  | Kelly Hutchinson               | 12 de dezembro de 2024 |
| 5            | 5            | "Off the Market"    | Liz Feldman  | Cara DiPaolo                   | 12 de dezembro de 2024 |
| 6            | 6            | "Full Disclosure"   | Silver Tree  | Bruce Eric Kaplan              | 12 de dezembro de 2024 |
| 7            | 7            | "Best and Final"    | Silver Tree  | Zora Bikangaga                 | 12 de dezembro de 2024 |
| 8            | 8            | "Sold"              | Silver Tree  | Liz Feldman & Kelly Hutchinson | 12 de dezembro de 2024 |

## Produção

### Desenvolvimento
Em maio de 2022, foi anunciado que Liz Feldman criaria e produziria a série, com Will Ferrell e Jessica Elbaum produzindo através da Gloria Sanchez Productions, e Silver Tree escalada para produzir e dirigir o piloto, entre outros episódios.

### Seleção de elenco
Em dezembro de 2023, Ray Romano, Lisa Kudrow, Linda Cardellini, Luke Wilson, Teyonah Parris, Abbi Jacobson e Poppy Liu se juntaram ao elenco. Em janeiro de 2024, Denis Leary e O. T. Fagbenle se juntaram ao elenco. Em fevereiro de 2024, Matt Rogers, Anna Maria Horsford, Katherine Moennig, Linda Lavin e Wyatt Aubrey se juntaram ao elenco em papéis recorrentes. Em abril de 2024, Kevin Alves se juntou ao elenco em um papel recorrente.

### Filmagens
As gravações começaram em fevereiro de 2024.

## Recepção
No Rotten Tomatoes, 80% das 30 avaliações dos críticos são positivas, com média de 6.4/10. O consenso dos críticos diz: "As muitas reviravoltas de No Good Deed podem ocasionalmente parecer uma punição, mas um elenco de ás e um gancho sólido dão a esta comédia uma base sólida". No Metacritic, obteve pontuação de 63/100, com base em 23 críticas, indicando avaliações "geralmente favoráveis".